# Jailbreak (음반)
| 전문가 평가                      | 전문가 평가 |
| 평가 점수                        | 평가 점수   |
| 출처                             | 점수        |
| -------------------------------- | ----------- |
| AllMusic                         | [ 1 ]       |
| Christgau's Record Guide         | B–          |
| Classic Rock                     | [ 3 ]       |
| Collector's Guide to Heavy Metal | 9/10        |

《Jailbreak》는 1976년 3월 26일에 발매된 아일랜드의 하드 록 밴드 씬 리지의 여섯 번째 스튜디오 음반이다. 밴드의 미국 상업적 돌파구가 되었고, 그 나라에서 유일하게 인증(이 경우 골드)을 받은 씬 리지 음반이라는 것이 증명되었다. 싱글에는 〈Jailbreak〉와 〈The Boys Are Back in Town〉이 포함되어 있으며, 후자는 씬 리지의 미국 최대 히트곡으로 1976년 NME 최우수 싱글상을 수상하였다.

## 구성 및 녹음
그들의 이전 두 음반인 《Nightlife》와 《Fighting》이 판매에 실패한 후 씬 리지는 그들의 레이블인 버티고 레코드로부터 마지막 기회를 얻었다. 이 밴드는 1975년 말 버킹엄셔주의 스튜디오에서 곡을 쓰고 아이디어를 모은 뒤 새해에 런던의 램포트 스튜디오에서 소집되었다. 그 밴드는 존 앨콕이 스튜디오에서 광범위하게 일했기 때문에 그들의 프로듀서로 뽑았다. 그 밴드는 2월까지 음반 작업을 열심히 했다. 그러나 기타리스트 스콧 고럼과 브라이언 로버트슨은 그것이 완성되는 속도가 그것의 품질에 부정적인 영향을 미친다고 느꼈다. 두 사람 모두 곡이 빡빡해서 음반이 딱딱하게 느껴졌다고 말했다. 특히 로버트슨은 리드 기타 파트를 즉흥적으로 연주할 수 있는 자유가 더 많았으면 좋았을 것이라고 말했다. 고럼은 앨콕의 프로듀싱에 대해서도 음반에 실린 기타 톤에 특별히 신경 쓰지 않았다고 비판했다.
"내가 1976년 〈Warriors〉를 썼을 때..."라고 작곡가인 필 라이넛은 말했다. "제가 마약 중독자들을 전사로 묘사하는 것만이 제가 느낄 수 있는 유일한 방법이었다. 그들은 실제로 나가서 그것을 하는 것이었다. 지미 헨드릭스와 듀안 올맨 같은 사람들은 그들이 어떤 위치에 있는지 완벽하게 알고 있었습니다. 그들은 천천히 낚아채지 않았습니다. 밖에 나가서 될 수 있는 데까지 가져간다는 것은 의식적인 결정이었어요."
당초 〈Running Back〉은 〈The Boys Are Back in Town〉보다 싱글로 선정됐는데, 이 곡은 일부 라디오 방송국이 연주하기에는 너무 공격적일 수 있다는 평가를 받고 있다. 라이넛과 프로듀서 존 앨콕은 일부 트랙에 상업적인 요소를 더하기 위해 세션 음악가들을 고용하고 히트 싱글을 제작하기로 결정했고, 그래서 팀 힝클리는 〈Running Back〉에 키보드 파트를 추가하기 위해 투입되었다. 로버트슨은 이 노래가 원래 편곡된 대로 좋았기 때문에 피아노와 슬라이드 기타를 직접 추가한 블루스 형식으로 되어 있어서 반대했다. 그는 나중에 이렇게 말했다. "저는 그 변화에 대해 엄청난 불쾌감을 느꼈습니다. 저는 왜 그들이 이 사람에게 단지 그가 한 일을 연기했다고 해서 엄청난 돈을 지불하는지 이해할 수 없었어요. 들어보고 헛소리가 아니라고 말해줘요." 로버트슨은 곡의 완성본에서 연주하지 않았고 힝클리는 음반 소매에서 인정받지 못했다. 당시 라이넛은 〈Running Back〉이 "밴 모리슨의 영향을 많이 받았으며, 나는 그 노래를 정말 좋아한다"고 말했다. 힝클리는 이후 "로보(로버트슨)나 스콧은 전혀 관심이 없었지만 기각당했다"고 회상했다. 35년 후, 로버트슨은 2011년 음반 《Diamonds and Dirt》에 자신의 곡 버전을 녹음했다.
스콧 고럼은 또한 〈Romeo and the Lonely Girl〉도 싱글의 옵션으로 제기되었지만, "아무도 그것에 대해 지나치게 흥분한 적이 없다"는 이유로 결국 폐기되었다고 밝혔다.

## 투어
음반 홍보를 위해 순회 공연을 하던 중 미국에서 라이넛은 간염에 걸렸다. 마침내, 투어 매니지먼트사는 그가 회복할 수 있는 시간을 허락하는 남은 투어 일정을 취소하기로 결정했다.

## 곡 목록
모든 곡들은 특별한 언급이 없는 한 필 라이넛에 의해 작사/작곡하였다.
| #  | 제목                          | 작사·작곡                 | 재생 시간 |
| -- | ----------------------------- | ------------------------- | --------- |
| 1. | 〈Jailbreak〉                 |                           | 4:01      |
| 2. | 〈Angel from the Coast〉      | 라이넛, 브라이언 로버트슨 | 3:03      |
| 3. | 〈Running Back〉              |                           | 3:13      |
| 4. | 〈Romeo and the Lonely Girl〉 |                           | 3:55      |
| 5. | 〈Warriors〉                  | 라이넛, 스콧 고럼         | 4:09      |

| #  | 제목                          | 작사·작곡                      | 재생 시간 |
| -- | ----------------------------- | ------------------------------ | --------- |
| 6. | 〈The Boys Are Back in Town〉 |                                | 4:27      |
| 7. | 〈Fight or Fall〉             |                                | 3:45      |
| 8. | 〈Cowboy Song〉               | 라이넛, 브라이언 다우니        | 5:16      |
| 9. | 〈Emerald〉                   | 고럼, 로버트슨, 다우니, 라이넛 | 4:03      |

## 인증
| 국가                       | 인증 | 판매량/출하량 |
| -------------------------- | ---- | ------------- |
| 캐나다 (뮤직 캐나다)       | 골드 | 50,000^       |
| 영국 (BPI)                 | 골드 | 100,000^      |
| 미국 (RIAA)                | 골드 | 500,000^      |
| ^출하량을 기반으로 한 인증 |      |               |